# Котомкин, Александр Викторович
Александр Викторович Котомкин (6 апреля 1952, Горький — 8 сентября 2005, там же) — советский и российский хоккеист, вратарь. Мастер спорта СССР (1971). Тренер.

## Биография
В детстве играл за дворовую команду «Восток» — автозаводский детский клуб при ЖЭке.
Мать умерла, когда Котомкину было 7 лет. После 8 класса поступил в Горьковский автомеханический техникум, откуда ушёл со второго курса. Обучался в автодорожном техникуме, затем в казанской школе рабочей молодежи. Поступил в Волгоградский институт физкультуры, закончил академию имени Лесгафта.
В 1967 году поступил в спортивную команду при спортклубе «Торпедо».
В скзоне 1970/71 дебютировал за «Торпедо» в чемпионате СССР. Был вторым вратарём сначала после Виктора Коноваленко, затем — Геннадия Шутова. Перед сезоном 1975/76 был призван на военную службу. В сентябре провёл два матча за ЦСКА — менял Третьяка в матче против «Сибири» (13:3) на 44-й минуте при счёте 11:2 и в матче против «Химика» (10:1) на 50-й минуте при счёте 8:1. Остаток сезона и следующий отыграл в команде первой лиги СКА МВО Липецк. Вернулмя в «Торпедо», но стал вторым вратарём после Виктора Афонина. Котомкина это не устроило, и он ушёл из команды. Устроился на завод, играл за команду цеха, начал злоупотреблять алкоголем.
Перед сезоном 1980/81 был приглашён в команду первой лиги СК им. Урицкого (Казань), где провёл шесть сезонов. Завершил карьеру в «Торпедо», отыграв три сезона (1986/87 — 1988/89).
Чемпион Европы среди юниорских команд 1971.
Работал тренером вратарей в «Торпедо», «Торпедо-2», СДЮШ по хоккею.
В ноябре 2002 года попал в автомобильную катастрофу, после чего через некоторое время был вынужден завершить тренерскую работу.
Скончался 8 сентября 2005 года в Нижнем Новгороде в возрасте 53 лет.